# Greenmount (Nouvelle-Zélande)
Greenmount  est une petite banlieue localisée dans la cité d’Auckland, située dans l ' Île du Nord de la Nouvelle-Zélande.

## Situation
Le secteur est situé sur le côté est du centre de la cité d’Auckland et sur une zone largement développée au niveau industriel dans les années récentes.
Elle est limitée au nord par la banlieue de Pakuranga, au nord-est par celle de Botany Downs, à l’est par Dannemora, au sud-est et au sud par Flat Bush, à l’ouest par Otara et au nord-ouest par Highbrook

## Gouvernance
La zone est sous la gouvernance du Conseil d’Auckland, et est le siège d’un certain nombre de sociétés néo-zélandaises et aussi internationales et d’organisations diverses.

## Toponymie
Son nom vient de celui du volcan 'Greenmount' ou Green Hill.